# Antoni Salvat
Antoni Salvat (España, c. 1475 - Barcelona, 15 de febrero de 1530) fue un maestro de canto español.

## Vida
Es muy poco lo que se conoce de Antoni Salvat, aparte de que debió nacer hacia 1475. Las primeras noticias que se tienen de él son de 1503, fecha en la que era maestro de canto de la Catedral de Seo de Urgel. El 1 de enero de 1502 se nombraba maestro de canto urgelés a Joan Ferrer, un joven «cantor y de muy buena voz», que acababa de llegar a la ciudad. Dejó el cargo en octubre de 1503 para estudiar «gramática». Su sucesor sería Antoni Salvat, que no debió permanecer mucho tiempo en el cargo, ya que el 14 de octubre de 1504 se nombraba a Salvador Morell maestro de canto.
Las siguientes noticias que se tienen del maestro Salvat son de 1513, cuando figura como cantor de la capilla de música de la Catedral de Barcelona. Permaneció en ese cargo hasta mayo de 1517, cuando sucedió a Joan Ferrer al frente del magisterio de canto. Ferrer, que había ejercido los cargos de organista y maestro de canto, aparecerá a partir de ahora solo como organista. El 20 de abril de 1518 aparece en las actas su pago como maestro de canto:

E més a XX donam a mossen Anthoni Salvat mestre del cant per lo seu salari de tot l·any, vint sous e vint hi dos sous per les I completes de Santa Eulària, e deu sous per porta la stela tot l·any al cor [...]
Además en XX damos a mosén Anthoni Salvat maestro del canto por su salario de todo el año, veinte sueldos y veinte y dos sueldos por las I completas de Santa Eulalia, y diez sueldos por llevar la estela todo el año en el coro [...]

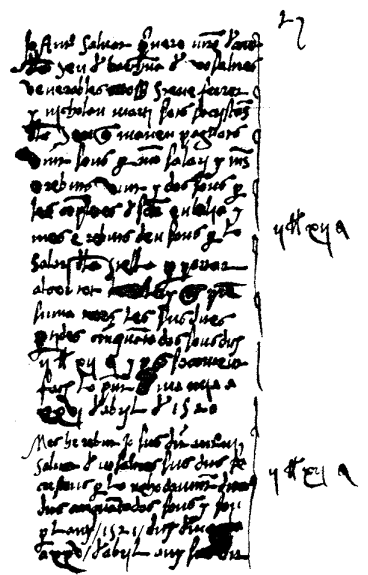
Albarán manuscrito (26 de abril de 1520), firmado por Antoni Salvat

El 26 de abril de 1520 aparece un albarán de recibo del maestro Salvat escrito por su mano:

Jo Ant.º Salvat prevere mestre del cant de la Seu de Barcinona, de vosaltres venerables mossèn Steve Ferrer y Nicholau Martí sots sacristans de la Seu que m·aveu paguats vint sous per mon salari y més e rebuts vint y dos sous per les completes de Sancta Eulàlia y més e rebuts deu sous per lo salari de la stella per portar al cor tot l·any que pren suma totes les sus dites prendes, cinquanta dos sous dich II ll. XII s. y perque só content fach lo present de mà mia a XXVI de abril de 1520.
Yo Ant.º Salvado presbítero maestro del canto de la Sede de Barcelona, de vosotros venerables padre Steve Ferrer y Nicholau Martí sub sacristanes de la Seo que me habéis pagado veinte sueldos para mi salario y además he recibido veinte y dos sueldos por las completas de Santa Eulalia y además he recibido diez sueldos por el salario de la stella por llevar el coro todo el año que toma [la] suma todas sus dichas prendas, cincuenta y dos sueldos dicho II libras XII sueldos y porque estoy satisfecho hago el presente de mano mía a XXVI de abril de 1520.

En su cargo, recibía de los cantores una suma estipulada por su trabajo en la pascua, aunque el maestro o cantase. El hecho se documenta en 1523, 1524, 1526 y 1528. Era el responsable de las cuentas del coro, de su revisión.
Entre sus responsabilidades también estaba la enseñanza de música a los beneficiados y canónigos que lo solicitase, además de a los mozos del coro. Como maestro de canto, de 1518 a 1528, se sabe que entregó quince licencias clasificatorias desde la escuela catedralicia, que autorizaba a sus alumnos a ejercer la enseñanza de música y la práctica de la polifonía. Como ejemplo, al castellano Gundisalvo Alfonso se le concedió la enseñanza en Barcelona del canto llano, la polifonía y el contrapunto para un máximo de diez discípulos el 3 de diciembre de 1521. A Pere Miquel d'Archs, alias Socarrats, se le permitía enseñar artem musice —canto llano, la polifonía y el contrapunto—, además de las teorías musicales renacentistas el 28 de febrero de 1523. Entre ellos destacó el burgalés García Govantes, al que le fue concedida la licencia el 20 de julio de 1528:

Die lune XX mensis julii anno a nativitate Domini MDXXVIII. Licentia concessa per magistrum cantus domino Garcie Vonantes Noverint Universi, ex ego Anthonius Salvat magister cantus sedis Barcinone dedit licentiam domino Garcie Garcie [sic] Vonantes presbytero burgensis ut possit docere cantum in quocumque genere quibus cumque addicelre volentib.
El lunes 20 de julio del año del nacimiento del Señor 1528. Licencia concedida por el maestro de canto al Sr. García Vonantes  [sic] Que el Universo sepa, que yo, Antonio Salvat, maestro de canto de la sede de Barcelona da permiso al señor García García  [sic] Vonantes presbítero burgalés para poder enseñar canto de cualquier género a quien desee enseñar.

En 1529 debió enfermar el maestro Salvat, por lo que el cabildo barcelonés buscó a un maestro interino para realizar las funciones, que encontró en Joan Gallard, antiguo succentor. Gallard ejercería el cargo de 1529 a 1530, año en el que fallecía Salvat. El 2 de abril de 1531 García Govantes firmaba su primer albarán como maestro de canto a los administradores de la sacristía. El maestro Salvat fallecería poco después en la misma ciudad, el 15 de febrero de 1530.

Dimarts a XV II cossos la un de Capítol Mº Antoni Salvat mestre de cant de la present sglésia [...]
A XV rebem dels sots obres sinc sous per la sepultura de Capítol de Mº Antº Salvat mestre de cant de la present sglésia V s. Més rebem per lo terç dia y cap d·any de dita sepultura VI s.
Martes a XV II cuerpos uno de Capítulo Mosén Antoni Salvat maestro de canto de la presente iglesia [...]
El XV recibimos de las obra cinco sueldos por la sepultura de Capítulo de Mosén Antonio Salvat maestro de canto de la presente iglesia V sueldos. Además recibimos por el tercer día y fin de año de dicha sepultura VI sueldos.

## Obra
No se conocen composiciones de Antoni Salvat.